# Spilichneumon pici
Spilichneumon pici är en stekelart som först beskrevs av Berthoumieu 1894.  Spilichneumon pici ingår i släktet Spilichneumon och familjen brokparasitsteklar. Inga underarter finns listade i Catalogue of Life.